# Luis Duggan
Luis Jorge Duggan Ham (* 6. März 1906 in Buenos Aires; † 12. Juni 1987) war ein argentinischer Polospieler.

## Erfolge
Duggan stammte von irischen Einwanderern ab, die mit den übrigen britischen Einwanderern den Polosport in Argentinien etablierten. Sein Großvater und dessen drei Brüder wanderten 1849 nach Argentinien aus, wo sie zunächst als Schafhirten arbeiteten und als spätere Wollhändler mit Duggan Brothers die größte Firma ihrer Art in Argentinien gründeten. Duggan wuchs auf einer Ranch auf, wo er früh zu reiten begann. Bereits in seiner Jugend spielte Duggan wie auch sechs seiner Geschwister Polo.
Bei den Olympischen Spielen 1936 in Berlin gehörte er neben Manuel Andrada, Roberto Cavanagh und Andrés Gazzotti zur argentinischen Polomannschaft, die in der Vorrunde ihre Partie gegen Mexiko mit 15:5 gewann. Im Finale besiegten die Argentinier mit 11:0 auch Großbritannien und wurden damit Olympiasieger. Dabei kam Duggan in beiden Partien zum Einsatz und erzielte jeweils vier Tore.
Sechs Wochen nach den Olympischen Spielen gehörte er zur siegreichen argentinischen Mannschaft beim Cup of the Americas. Von 1939 bis 1943 gewann er fünfmal in Folge unter anderem mit seinem Bruder Heriberto mit der Mannschaft El Trébol die argentinischen Meisterschaften. Zwei weitere Titelgewinne folgten 1949 mit Venado Tuerto und 1951 mit Los Pingüinos.